# Code du commerce de Macao
Pour les autres articles nationaux ou selon les autres juridictions, voir Code de commerce.
Le Code de commerce en vigueur à Macao a été approuvé en 1999, culminant un processus de « localisation » des lois de Macao faites durant les années précédant le transfert de souveraineté à la Chine.
Le Code du commerce de Macao adopte le concept d'entreprise comme critère de base pour la systématisation.
Le Code du commerce de Macao de 1999 est divisé en quatre parties. La première porte sur des sujets généraux. La deuxième comprend la réglementation des entreprises d'affaires. Le troisième comprend un certain nombre d'accords commerciaux particuliers. Le quatrième projet porte sur les titres de crédit.

## Réformes
Le code a été modifié en 2000. En mars 2007, le cabinet pour la réforme juridique de Macao a annoncé une série propositions de modifications. La loi no16/2009 du 16 août, a apporté diverses modifications au Code.